# Hepworth, West Yorkshire
Hepworth är en by i civil parish Holme Valley, i distriktet Kirklees, i grevskapet West Yorkshire, i England. Byn är belägen 10 km från Huddersfield. Hepworth var en civil parish 1866–1938 när blev den en del av Holmefirth och Dunford. Civil parish hade 840 invånare år 1931. Hepworth var ett distrikt 1894–1895. Byn nämndes i Domedagsboken (Domesday Book) år 1086, och kallades då Heppeuuord.